# Гущин, Александр Сергеевич (футболист)
Александр Сергеевич Гущин (укр. Олександр Сергійович Гущин; 5 августа 1966, Одесса — 17 января 2000, Одесса) — украинский футболист, выступавший на позиции нападающего. Мастер спорта СССР (1986)

## Клубная карьера

### «Динамо» (Киев)
Воспитанник одесского «Черноморца» и киевской спортивной школы-интерната, первый тренер — Е. И. Горбунов. В 1983 году начал взрослую футбольную карьеру в дублирующем составе киевского «Динамо». В том же году проходил военную службу в столичном СКА. 13 августа 1985 дебютировал в первой команде киевлян в победном (4:2) поединке 1/16 финала Кубка СССР против СКА (Ростов-на-Дону). Александр вышел на поле на 67-й минуте, заменив Олега Блохина. В национальном первенстве дебютировал 21 августа 1985 в ничейном (2:2) поединке 23-го тура против харьковского «Металлиста», выйдя на поле на 37-й минуте как замена Вадима Каратаева. Однако основным игроком гранда украинского советского футбола так и не стал, будучи игроком резерва. В течение своего пребывания в футболке «Динамо» сыграл в 2-х матчах чемпионата СССР, 1 матч Кубка СССР и 4-х матчах Кубка Федерации футбола СССР.

### «Черноморец» и «Кристалл»
В 1987 году вернулся в одесский «Черноморец». Единственным голом в высшей лиге советского чемпионата отличился 19 июня 1989 на 64-й минуте проигранного (1:2) выездного поединка 21-го тура против донецкого «Шахтера». Гущин вышел на поле на сорок шестой минуте, заменив Юрия Никифорова. В футболке одесского клуба в чемпионате СССР сыграл 35 матчей и отметился 1 голом (15-ю голами отличился в первенстве дублеров), 3 поединка провел в кубке СССР и 8 матчей (1 гол) в Кубке федерации футбола СССР.
В 1990 году перешел в состав херсонского «Кристалла», в составе которого сыграл 21 матч и отметился 10 голами.

### Венгрия и Финляндия
В 1990 году уехал в Венгрию, где по сезону сыграл в клубах БВСК (1990/91) и «Чепель» (1991/92).
В 1992 и 1993 годах выступал за финский клуб ОПС.

### Возвращение в Одессу
В 1993 году вернулся в Одессу, где подписал контракт с СК «Одесса». Дебютировал в Кубке Украины 1 августа 1993 в (3:2) выездном поединке 1/64 финала против николаевского «Эвис-2». Александр вышел на поле в стартовом составе и отыграл весь матч. В первой лиге Украины дебютировал 15 августа 1993 в проигранном (1:4) выездном поединке 1-го тура против северодонецкого «Химика». Гущин вышел на поле на 60-й минуте, заменив Олега Олейника. Дебютным голом в первой лиге отметился 9 ноября 1993 на 75-й минуте ничейного (1:1) выездного поединка 17-го тура против ужгородского «Закарпатья». В течение своего пребывания в СК в первой лиге провел 42 матча и отметился семью голами, ещё 4 матча (1 гол) провел в кубке Украины. В 1995 году также провел 1 матч в составе «Днестровца» (Белгород-Днестровский).

### «Заря» и «Кремень»
В 1995 году присоединился к луганской «Заре-МАЛС». Дебютировал в состав луганчан 4 мая 1995 в проигранном (0:5) выездном поединке 26-в тура Высшей лиги против запорожского «Металлурга». Александр вышел на поле в стартовом составе и отыграл весь матч. Единственным голом за команду отметился 5 июня 1995 на 64-й минуте проигранного (1:3) выездного поединка 31-го тура высшей лиги против винницкой «Нивы». Гущин вышел на поле в стартовом составе и отыграл весь матч. В составе «Зари» в чемпионате Украины сыграл 12 матчей и отметился 1 голом.
В сентябре 1995 года перешел в кременчугский «Кремень». Дебютировал 10 сентября 1995 в проигранном (0:2) выездном поединке Высшей лиги против луцкой «Волыни». Гущин вышел на поле в стартовом составе, а на 64-й минуте его заменил Сергей Лукаш. В Кременчуге в 9 сыгранных матчах чемпионата не отличился ни одним голом.

### «Носта»
В 1996 году перешел в клуб второй лиги России «Носту», где после длительной «голевой засухи» снова начал отмечаться голами. В клубе сыграл 3 сезона, провёл 68 матчей и отметился двадцать шестью голами, ещё 10 матчей (4 гола) провел в Кубке России. «Носта» стала последней профессиональной командой в карьере Гущина.

### Возвращение в Украину и смерть
В 1998 году, из-за невыполнения условий контракта российским клубом, вернулся в Одессу и стал игроком любительского клуба «Рыбак-Дорожник». Концовку сезона 1998/99 и начало сезона 1999/00 годов провел в составе другого одесского любительского клуба «Сигнал».
Скончался 17 января 2000 года в Одессе.

## В сборной
С юных лет привлекался к различным национальных сборных разных возрастов. Выступал в том числе за юниорскую, юношескую и молодежную сборные СССР.

## Достижения

### Клубные
- Чемпион СССР (дублеры): 1985

### Сборная
- Обладатель Кубка Надежды: 1983
- Финалист Чемпионата Европы (до 16 лет): 1984
- Чемпион Всесоюзной спартакиады школьников: 1984
- Чемпион Спартакиады народов СССР: 1986

### Индивидуальные
- Лучший игрок турнира Гранаткина: 1985